# Trois fleuves parallèles au Yunnan
Ce site, situé dans le nord-ouest montagneux de la province chinoise du Yunnan, couvre une partie du cours supérieur de trois des grands fleuves d’Asie : le Yangzi, le Mékong et la Salouen. Il a été inscrit en 2003 sur la liste du patrimoine mondial de l’UNESCO.

## Description
Le Yangzi, le Mékong et la Salouen, alimentés par les déluges de la mousson, traversent du nord au sud, en des cours pratiquement parallèles, un massif montagneux dont les pics dépassent 6 000 m, par des gorges dont la profondeur peut atteindre 3 000 m. On y trouve notamment les sites uniques des gorges du Saut du tigre et du glacier du Mingyongqia de la montagne Kawagebo dans la préfecture autonome tibétaine de Dêqên.
Le site bénéficie d’un climat très varié, allant de subtropical dans les vallées à glaciaire sur les sommets, ainsi que d’une richesse et d’une diversité biologiques exceptionnelles. Selon l’UICN, « il serait difficile de trouver un endroit, dans une autre région montagneuse du monde quelle qu’elle soit, qui puisse surpasser le site proposé dans sa diversité écologique et topographique ». On y a décrit plus de 6 000 espèces de plantes, ainsi que 173 espèces de mammifères (dont 81 endémiques) parmi lesquels figurent des espèces rares telles que la panthère longibande et le goral roux, 414 espèces d’oiseaux (22 endémiques), 59 de reptiles (27 endémiques), 36 d’amphibiens (25 endémiques) et 76 de poissons (35 endémiques).
La topographie tourmentée a aussi engendré une grande diversité humaine. Séparés par des fleuves infranchissables et par des sommets inaccessibles, des groupes ethniques distincts ont forgé leurs propres traditions en fonction de leur environnement. L'aire des Trois Fleuves parallèles en compte ainsi une douzaine - Tibétains, Yi, Naxi, Lisu, Nu, etc. - pour un total d'environ 300 000 habitants.